# Innenminister
Der Innenminister ist der Leiter des Ministeriums, das sich um innere Angelegenheiten eines Landes kümmert (Innenministerium).

## Deutschland

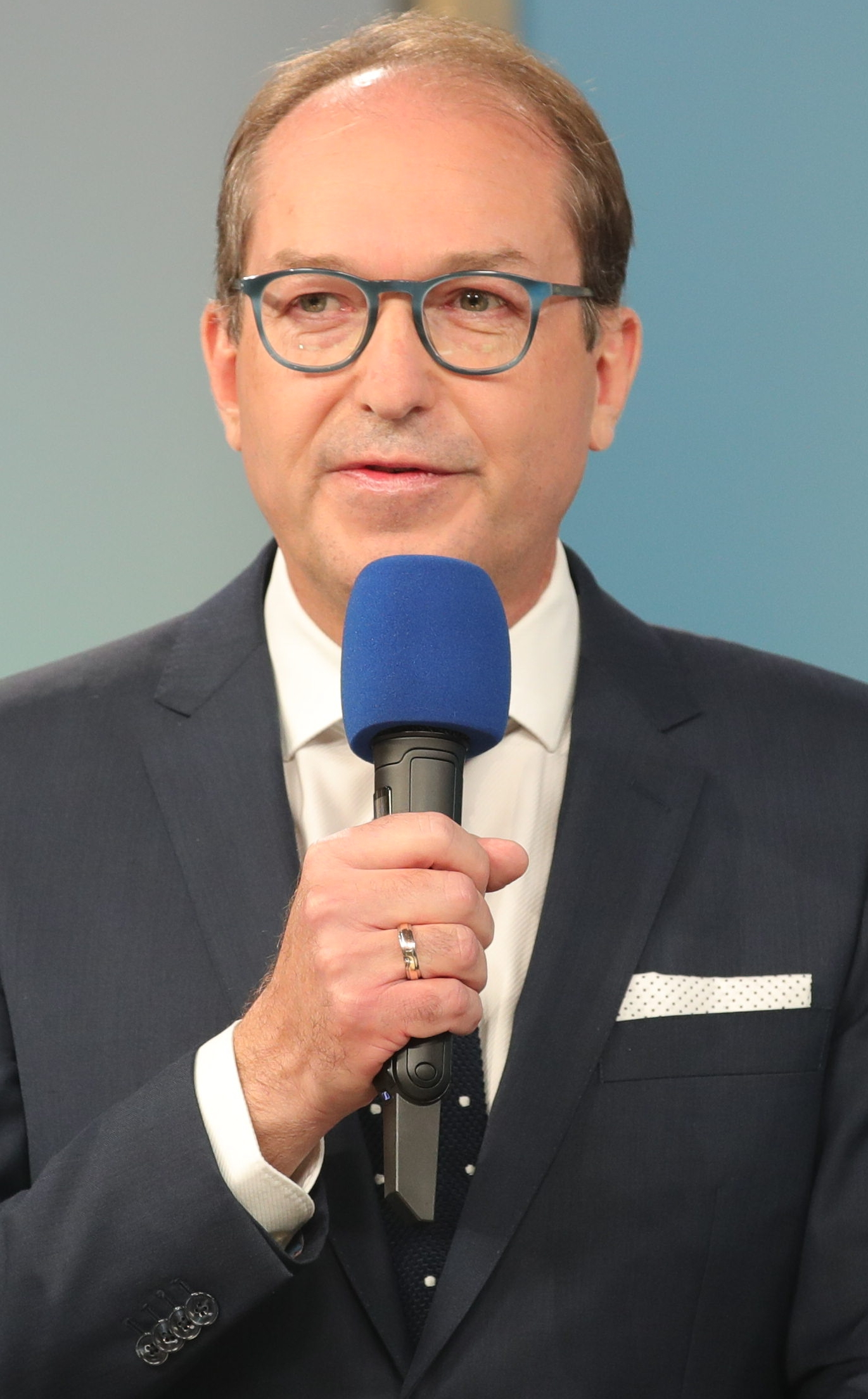
Alexander Dobrindt ist seit dem 6. Mai 2025 Bundesminister des Innern in Deutschland

Seit dem 6. Mai 2025 ist Alexander Dobrindt (CSU) Bundesminister des Innern, der das Bundesministerium des Innern leitet.
Sowohl in den Ländern als auch im Bund ist der Posten in den Regierungen eingerichtet. In den Ländern Berlin, Bremen und Hamburg lautet die Amtsbezeichnung Senator für Inneres.
Der Innenminister leitet wie jeder andere Minister sein Ressort in eigener Verantwortung, ist aber dem Regierungschef (Bundeskanzler oder Ministerpräsident) gemäß dessen Richtlinienkompetenz unterworfen, wenn das jeweilige Landesrecht dies vorsieht. Ihm kann in den Bundesländern eine weitere Verwaltungsebene nachgeordnet sein: die Regierungspräsidien.
Der Bundesminister des Innern ist gegenüber den Innenministern der Länder in Bundesangelegenheiten weisungsbefugt; da in der Regel die Verwaltung jedoch in der Kompetenz der Länder liegt, besteht nur in wenigen Angelegenheiten ein solches Weisungsrecht.

## Österreich

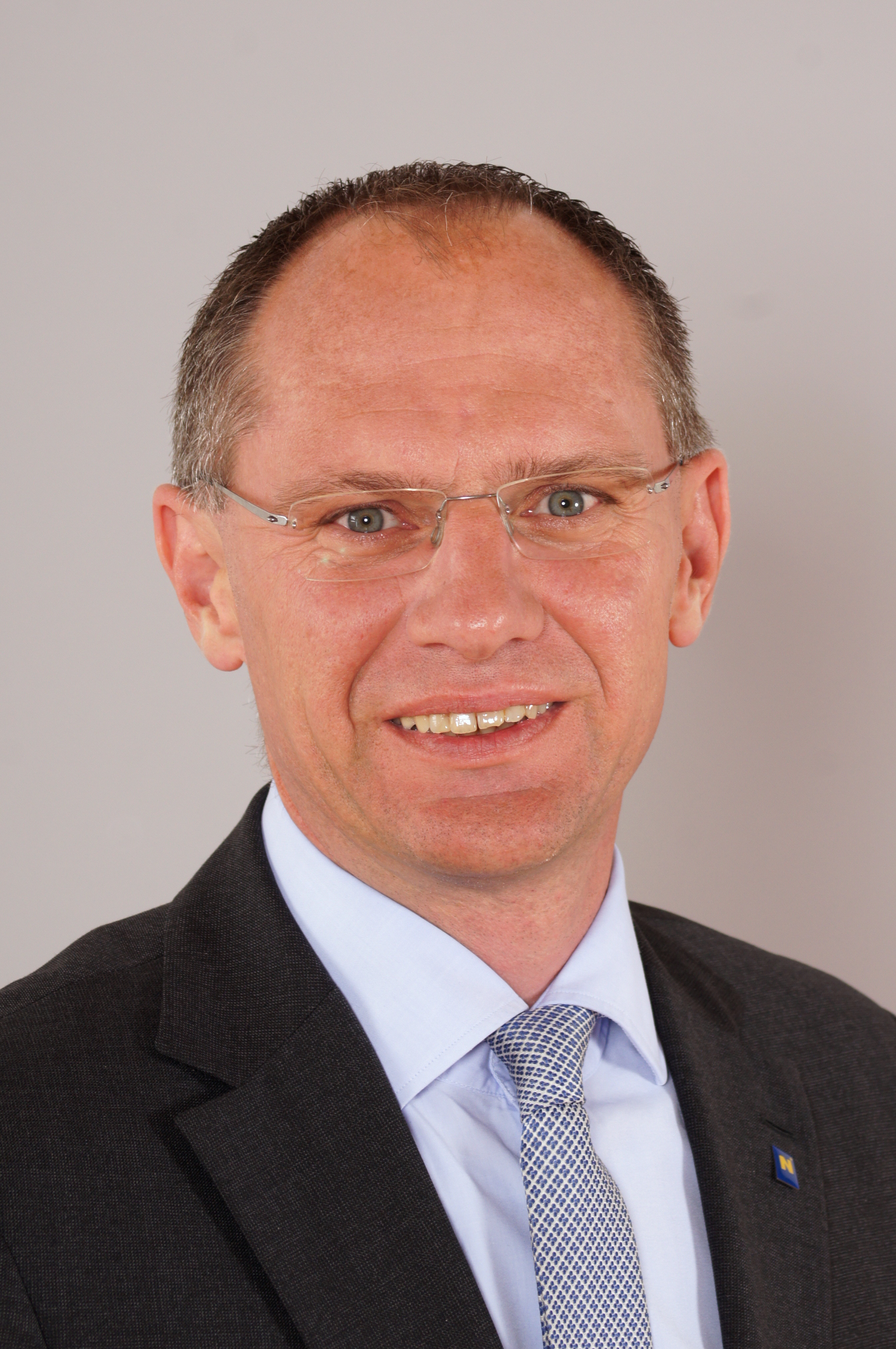
Gerhard Karner ist seit dem 6. Dezember 2021 Innenminister Österreichs

In Österreich leitet der Innenminister das Bundesministerium für Inneres. Seit dem 6. Dezember 2021 ist Gerhard Karner (ÖVP) Bundesminister für Inneres.

## Schweiz

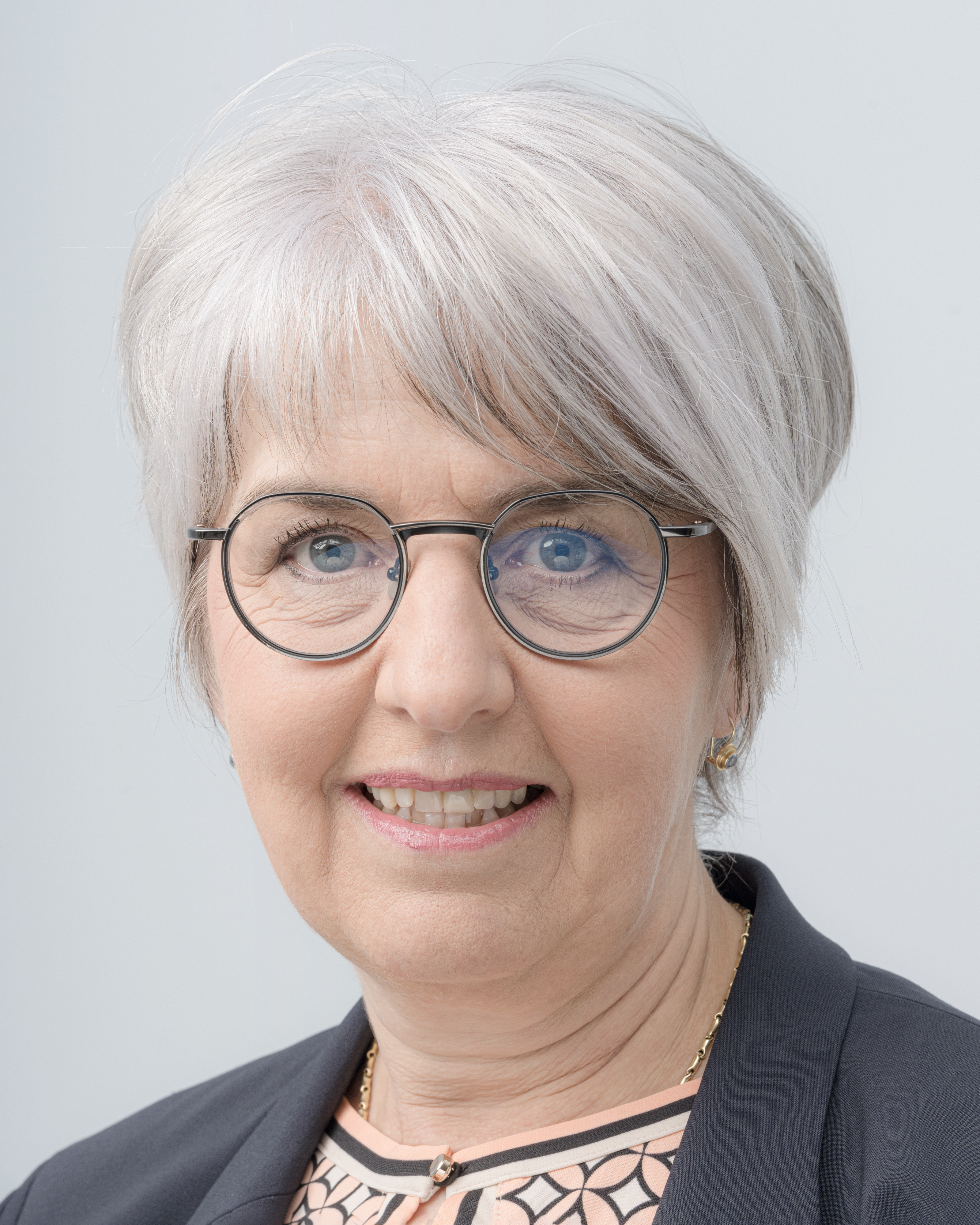
Bundesrätin Elisabeth Baume-Schneider (SP) ist seit 1. Januar 2024 Vorsteherin des EDI (Schweiz).

In der Schweiz entspricht einem Innenminister der Vorsteher des Eidgenössischen Departements des Innern (EDI). Dieser wird umgangssprachlich oder in den Medien zuweilen auch als Innenminister, je nach Zusammenhang aber etwa auch als Gesundheits- oder als Kulturminister bezeichnet, zumal das EDI vor allem für Sozial-, Gesundheits- und Familienpolitik sowie Kultur zuständig ist. Im Gegensatz zu den Innenministerien anderer Länder sind die Agenden der inneren Sicherheit demgegenüber beim Eidgenössischen Justiz- und Polizeidepartement (EJPD) angesiedelt – vergleichbar dem Innenministerium der Vereinigten Staaten. 

## Vereinigte Staaten von Amerika
Das Innenministerium der Vereinigten Staaten heißt United States Department of the Interior, wobei die Zuständigkeit für Innere Sicherheit bei einigen Behörden (FBI, ATF, DEA) des United States Department of Justice (Justizministerium) und dem United States Department of Homeland Security (Ministerium für Heimatschutz) liegt.

## Sonstige Staaten
- Das englisch Home Office ist die Bezeichnung für das britische Innenministerium.
- In Frankreich wird es französisch Ministère de l’intérieur, de l’outre-mer, des collectivités territoriales et de l’immigration genannt.
- Die Bezeichnung des italienischen Innenministeriums lautet Ministero dell’Interno.